# Abdó Castanyeda

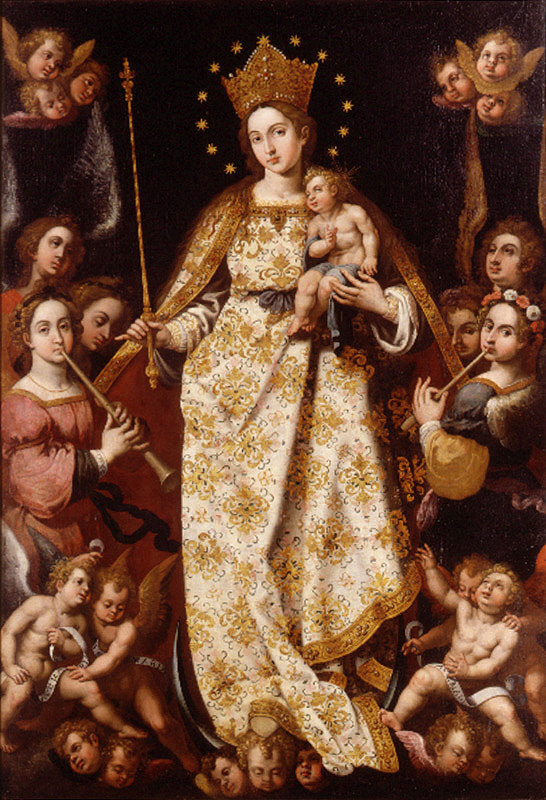
La Mare de Déu amb àngels músics, oli sobre llenç (206 x 140 cm.), Museu de Belles Arts de València.

Abdó Castanyeda (c. 1580-1629), fou un pintor barroc valencià del cercle dels Ribalta, esmentat per les fonts amb elogis, en dir que les seues obres arribaven a confondre's amb les del mateix Ribalta, però actualment és pràcticament desconegut.
La primera notícia que se'n ha arribat és de l'any 1602, quan era ocupat pel patriarca Joan de Ribera per fer feines menors. El 1607 se'l anomena com a absent en la constitució del Col·legi de Pintors de València. Dos anys després hi torna a aperèixer, quan daurar els marcs de la sèrie de retrats dels bisbes de la catedral de València. No n'hi ha més notícies fins a 1616, quan es va inscriure en l'anomenat Col·legi de Pintors
Cap a 1620 es va traslladar a Sogorb, per a treballar amb Joan Ribalta i Vicent Castelló al monestir de les agustines de Sant Martí on li va correspondre pintar els retaules de la Concepció i Santa Úrsula, acabats el 1623. En aquestos quadres el seu estil es defineix pel cànon allargat de les figures, verticals i amb poc de moviment, de rostre ovalat, amable i escassament expressiu, envoltades per una multitud d'angelets carnosos de concepció arcaica. També són arcaiques les túniques, amb estampats d'or minuciosament descrites, lluny del naturalisme ribaltesc amb què s'han confós les seues pintures. Les mateixes característiques s'aprecien en la Mare de Déu amb àngles músics del Museu de Belles Arts de València, procedent del convent de la Puritat de València, sense documentació però indubtablement relacionat amb les obres de Sogorb.
El mateix equip format per Joan Ribalta, Vicent Castelló i Abdó Castanyeda va realitzar entre 1621 i 1626 les portes del retaule de l'església de l'Assumpció d'Andilla, pròxim a Sogorb i on correspondrien a Castanyeda els Desposoris de la Verge i la Fugida a Egipte, en mal estat de conservació. Després d'aquests treballs no hi ha més notícies documentals fins a la seua mort el 30 de setembre de 1629 a València, però Antonio Ponz li assigna altre obres, actualment desaparegudes, als convents de santa Ursula i Santa Caterina de Siena, on va participar en un retaule on també havien pintures de Francesc Ribalta, Gregori Bausà i Vicent Requena el Jove.